# Olidiana laminapellucida
Olidiana laminapellucida är en insektsart som beskrevs av Zhang 1994. Olidiana laminapellucida ingår i släktet Olidiana och familjen dvärgstritar. Inga underarter finns listade i Catalogue of Life.